# Revista Interativa
A Revista Interativa é veículo de mídia localizado na região central do Rio Grande do Sul. Foi fundada em 2001.

## Prêmios
Prêmio Vladimir Herzog
Prêmio Vladimir Herzog de Revista
| Ano  | Obra                            | Veículo de mídia   | Autor            | Resultado |
| ---- | ------------------------------- | ------------------ | ---------------- | --------- |
| 2011 | "Inclusão: o que é ser normal?" | Revista Interativa | Gisele Franchini | Venceu    |